# Amphizoidae
Amphizoidae zijn een familie van kevers. De familie is voor het eerst wetenschappelijk beschreven in 1810 door LeConte. Het aantal soorten in de familie is vijf.

## Taxonomie
De familie is als volgt onderverdeeld:
- Geslacht Amphizoa LeConte, 1853